# Raimu
Jules Auguste Muraire, dit Raimu, est un acteur français, né le 18 décembre 1883 à Toulon et mort le 20 septembre 1946 à Neuilly-sur-Seine.
Vedette de music-hall à ses débuts, il devient, grâce à Sacha Guitry, un des « monstres sacrés » du cinéma français des années 1930 et de la première moitié des années 1940, devenant notamment l'interprète fétiche de Marcel Pagnol. Raimu reste dans les mémoires pour son interprétation de César dans la « trilogie marseillaise » : Marius, Fanny et César, et du boulanger trompé dans La Femme du boulanger.

## Biographie

### Les débuts

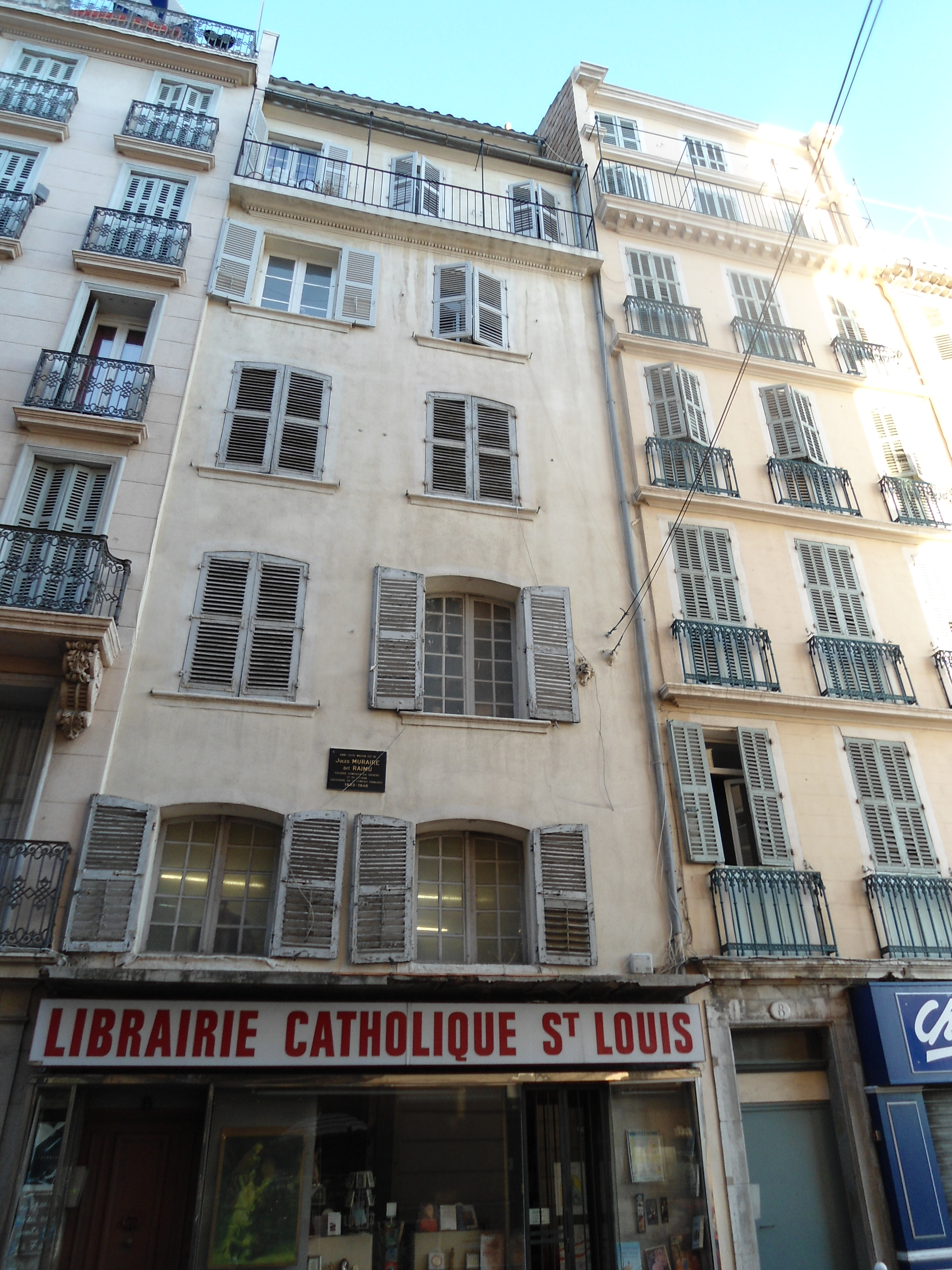
Maison natale de Raimu à Toulon.

Jules Auguste Muraire naît le 18 décembre 1883 à Toulon, à qui il voue une véritable passion. Peu porté sur les études, il se bagarre au lycée, ce qui lui vaut d'être exclu, et ses parents doivent l'inscrire dans une institution pour enfants difficiles. Il découvre très jeune le monde du spectacle et est attiré par le métier de comédien. Mais son père, qui veut le voir reprendre son atelier de tapisserie, s'y oppose et le fait embaucher comme marmiton à l'hôtel du Louvre. La mort brutale de ce père, alors qu'il n'a que 15 ans, le ramène à sa vocation d'artiste.

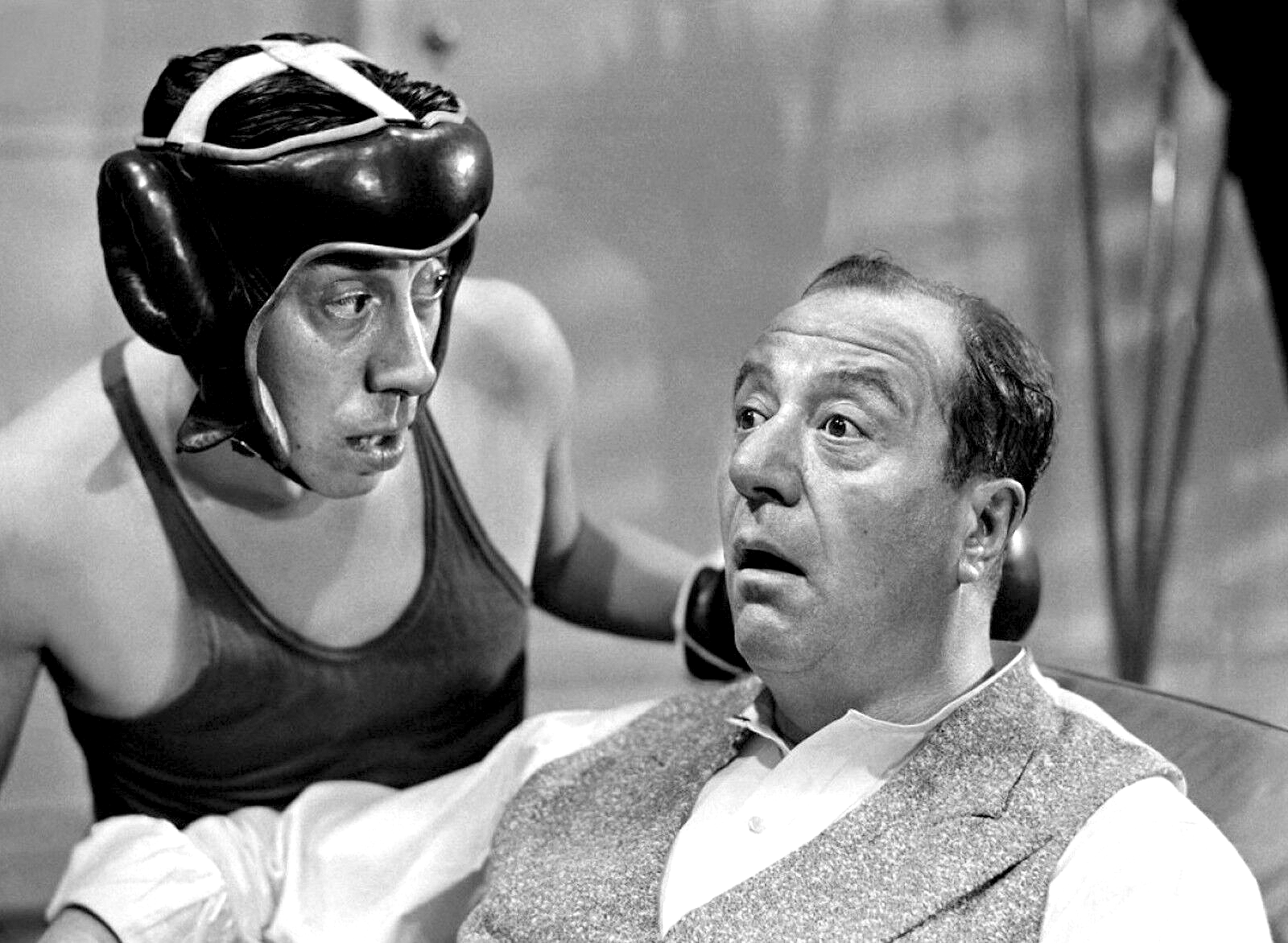
Triomphe pour Les Rois du sport en 1937, avec Fernandel.

Il débute alors sous le nom de Rallum, le 15 juin 1900, à 16 ans et demi, dans les cafés-concerts et les guinguettes à matelots de sa région natale, la Provence, mais sans succès, car il chante mal. Engagé par une modeste troupe locale, les Lauri-Laur, il fait même une courte tournée en Afrique du Nord. Puis il fait des petits boulots : croupier au casino d'Aix-les-Bains et commerçant. Alors artiste lyrique, il demeure 209 boulevard de La Madeleine (à présent boulevard de la Libération) à Marseille, il est exempté du service militaire pour obésité.
En 1908, il entre au théâtre de l'Alhambra à Marseille comme souffleur, puis enchaîne au théâtre de l'Alcazar de Marseille et au « Palais de cristal ». Ayant adopté le pseudonyme de Raimut (verlan approximatif de son nom Muraire), il se fait finalement appeler Raimu et devient une vedette régionale dans un répertoire de comique troupier popularisé par Polin, dans lequel se sont essayés aussi Jean Gabin et Fernandel.

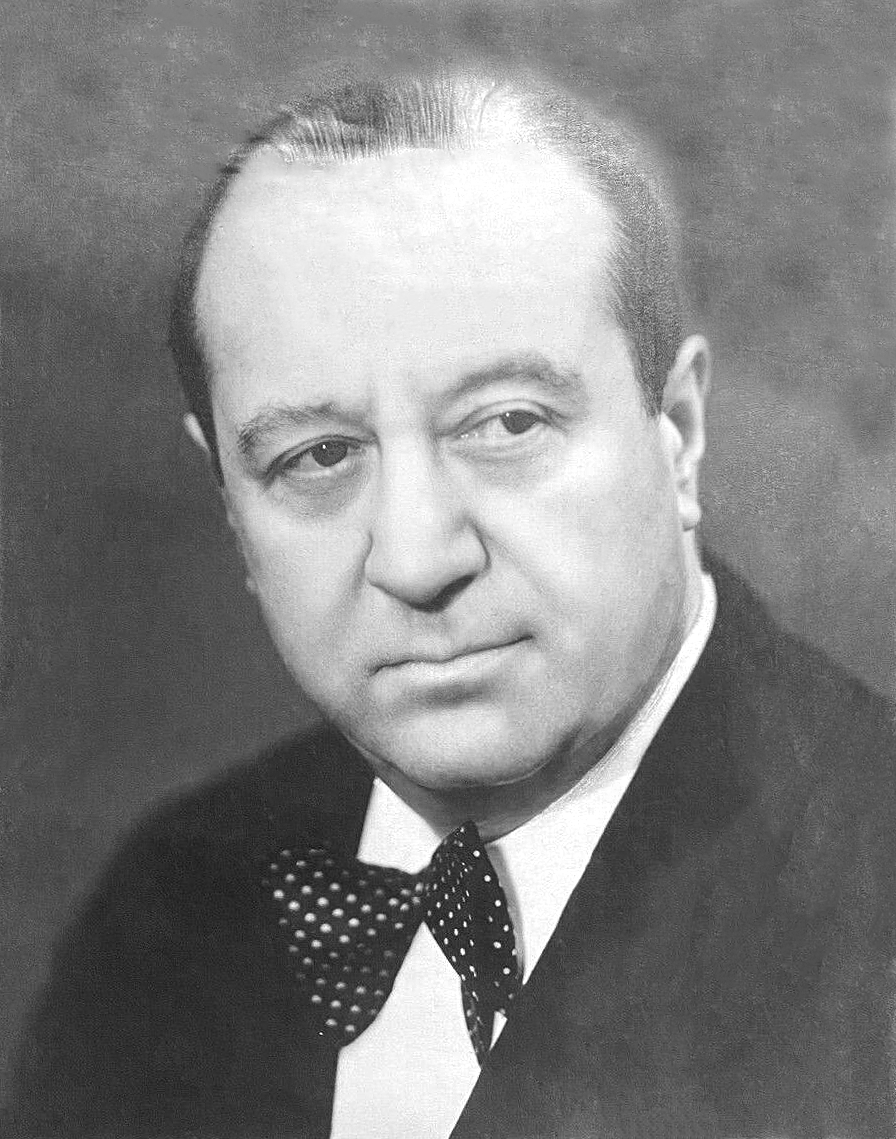
Raimu en 1939 (Studio Harcourt)

Félix Mayol, immense vedette, chansonnier et directeur de music-hall d'origine toulonnaise, le repère et le fait venir à Paris pour jouer dans les revues qu'il monte dans son propre théâtre, le Concert Mayol. Jusqu'à la guerre de 1914, Raimu se produit dans de nombreux cafés-concerts et music-halls, tels La Cigale, les Folies Bergère et le Casino de Paris.
En août 1914, il demeure au no 15 rue de La Tour d'Auvergne à Paris, et demeure en septembre 1914 au no 46 rue de la République à Marseille. Reconnu apte au service de l'armée le 28 octobre 1914, il est mobilisé à Orange au sein du 15e ETEM (escadron du train des équipages militaires) et part au front en septembre. Lors d'un de ses premiers contacts, il est enseveli sous une sape. Il en réchappe, mais perd du poids, tombe malade et est réformé en mars 1915.

### Premiers succès au théâtre

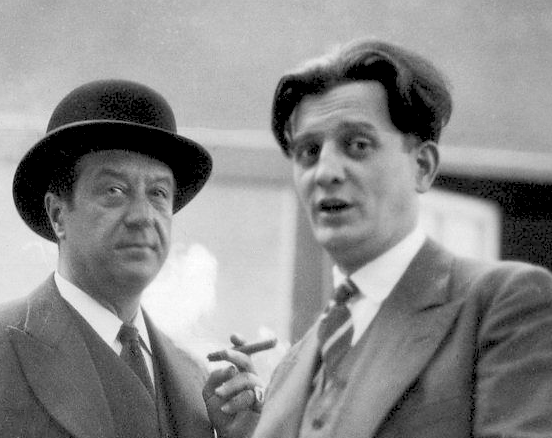
Raimu et Marcel Pagnol en 1931, aux studios de Paramount France.

Andrée Spinelly, vedette de l'époque avec laquelle il entretient une liaison, le fait jouer à ses côtés dans Plus ça change au théâtre Michel en 1915, puis c'est Sacha Guitry qui lui confie son premier rôle important de théâtre dans Faisons un rêve en 1916. On le remarque ensuite dans L'École des cocottes (1920) avec Andrée Spinelly, Le Roi de Flers et Caillavet (1920), Le Blanc et le Noir (1922) de Sacha Guitry. Léon Volterra, propriétaire du Casino de Paris, du théâtre de Paris et du théâtre Marigny, le fait jouer avec succès dans des revues, dans le sketch du Forçat, satire des scandales financiers de l'époque, et dans des comédies d'Yves Mirande, de Sacha Guitry ou de Flers et Croisset. En 1928, lorsqu'il rencontre Marcel Pagnol, Raimu est un acteur reconnu, mais il n'a pas encore interprété de rôle de premier plan.

### Vedettariat

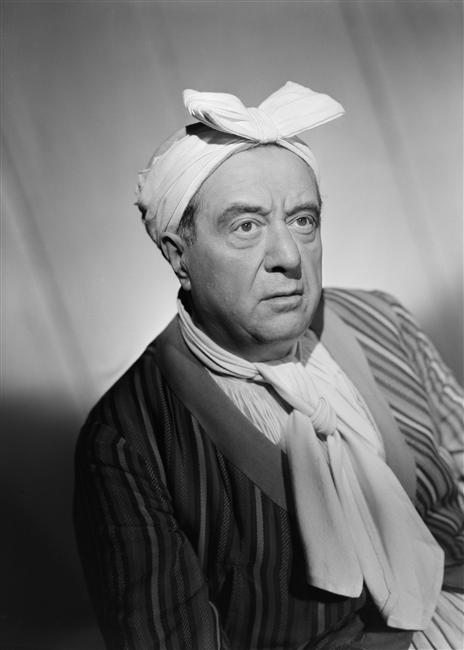
Costumé pour jouer Molière en 1944, il pose pour le Studio Harcourt.

L'arrivée en 1929, en Europe, du cinéma parlant fait connaître Raimu par son jeu, sa personnalité et sa voix méridionale tonitruante si caractéristique.
En 1929, il connaît un triomphe au théâtre de Paris avec Marius de Marcel Pagnol (avec Orane Demazis). Ces deux Provençaux, l'un d'Aubagne, l'autre de Toulon, s'apportent mutuellement la gloire et la célébrité avec ce classique du théâtre. En 1931, Raimu connaît un nouveau triomphe avec l'adaptation de la pièce au cinéma : Marius, film d'Alexander Korda et premier film de la « trilogie marseillaise » de Pagnol, devient un des premiers films parlants à succès du cinéma français. Étant fâché avec le directeur du théâtre de Paris, Léon Volterra, il ne participe pas à la création sur scène de Fanny, le rôle de César y étant tenu par Harry Baur, mais il reprend en 1932 ce rôle dans la version filmée de Fanny, tournée par Marc Allégret. Il figure également dans les adaptations filmées de pièces qu'il a jouées sur scène comme La Petite Chocolatière (1932), L'École des cocottes (1935) et Le Roi (1936).
Le 28 mars 1936, il se marie dans la salle de mariages de la mairie du 8e arrondissement de Paris, avec Ester Honorine Métayer, actrice de cinéma et mère de leur fille de 10 ans, Paulette (1925-1992).
La même année, il joue une dernière fois le rôle de César dans César, réalisé par Marcel Pagnol. La « trilogie marseillaise » devient un classique du cinéma français. En 1937, il fait partie de la prestigieuse distribution des Perles de la couronne, film de Sacha Guitry, puis tourne dans Un carnet de bal de Julien Duvivier. Il retrouve en 1938 Pagnol pour le rôle du boulanger trompé dans La Femme du boulanger, puis celui du puisatier dans La Fille du puisatier tourné au début de l'Occupation. Durant cette période, il est très sollicité par la firme cinématographique allemande, Continental Films, pour laquelle il tourne Les Inconnus dans la maison d'Henri Decoin (1942), puis élude toutes les autres propositions en prétextant être sous contrat de longue durée avec d'autres producteurs, dont Roger Richebé.

### Consécration

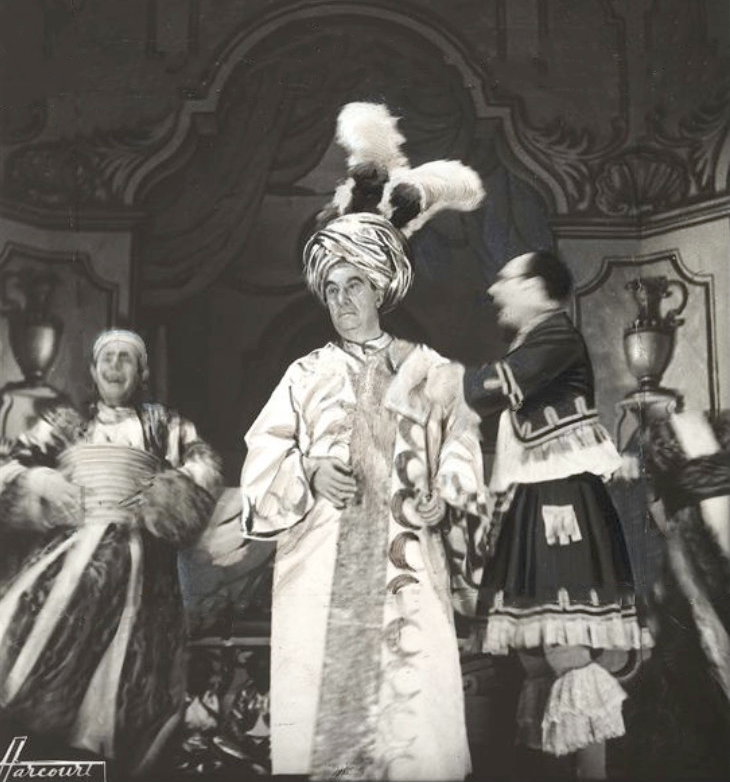
Il interprète Le Bourgeois gentilhomme en 1944 (Studio Harcourt).

Le 13 septembre 1943, il entre comme pensionnaire à la Comédie-Française sans en devenir sociétaire. En effet, son séjour au Théâtre-Français va tourner court. Après deux comédies de Molière dans lesquelles il tient le rôle-titre, Le Bourgeois gentilhomme et Le Malade imaginaire, on ne lui confie qu'un « lever de rideau » en un acte, L'Anglais tel qu'on le parle de Tristan Bernard. Aucun autre projet — ni Les affaires sont les affaires ni Le Voyage de monsieur Perrichon — ne se concrétisera. Pagnol, sarcastique, lui écrit : « J'espère que, dans l'ombre des comédiens du Français, tu te trouves au frais et que ta retraite te paraît agréable. »
Il compte parmi ses amis Paul Chambrillon, « fin connaisseur de Céline et ami d'Arletty ».
Il retrouve le cinéma en 1946 avec Les Gueux au paradis de René Le Hénaff et L'Homme au chapeau rond de Pierre Billon, son dernier film.

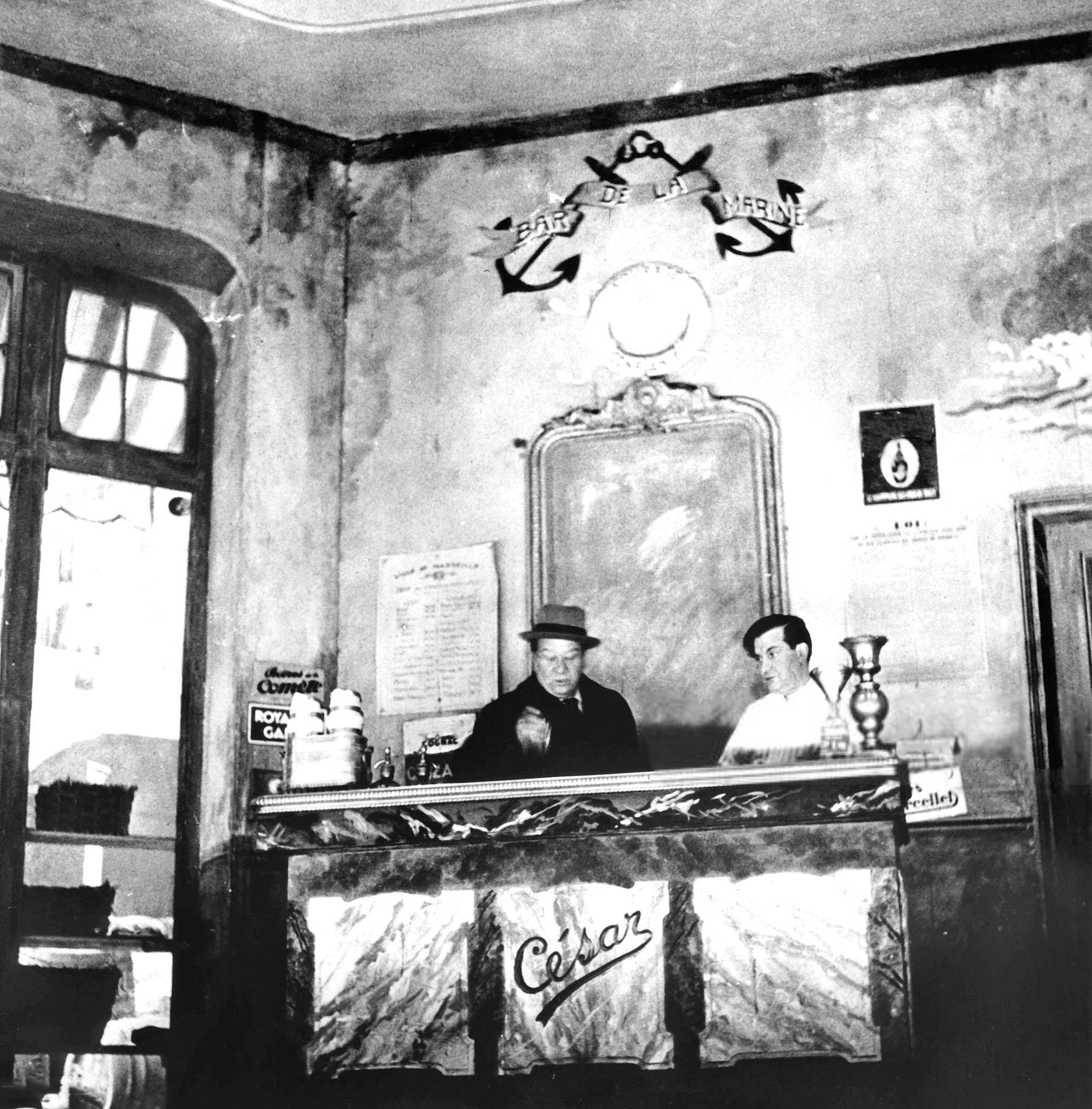
Raimu et Marcel Pagnol en février 1946, répétant pour la pièce César.

### Mort
Le 11 mars 1946, Raimu roule en voiture sur la nationale 6 — qui, à l’époque, est, entre Paris et Lyon, la route vers la côte méditerranéenne — dans le but de se rendre à Monte-Carlo ; il est accompagné du dramaturge et réalisateur Yves Mirande. Aux environs de Tournus, il est victime d’un accident qui lui occasionne de multiples fractures. Il est rapatrié en ambulance à Paris, où il est opéré à la clinique Lyautey. Il n'en sort que le dimanche 6 mai 1946, au bout de cinquante-quatre jours. Quatre mois plus tard, il est admis à l'hôpital américain de Paris — situé à Neuilly-sur-Seine en proche banlieue — pour une nouvelle opération chirurgicale, en apparence bénigne, sans rapport avec l’accident. Il meurt au bloc opératoire le 20 septembre 1946 d'une crise cardiaque — probablement une syncope blanche due à une allergie à un produit anesthésiant.

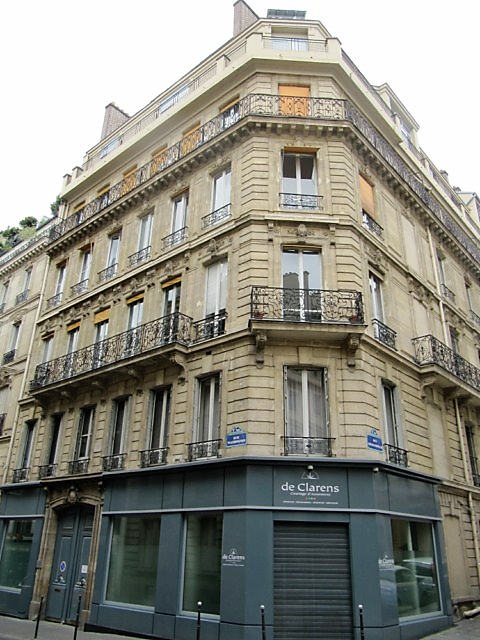
Domicile de l'artiste Raimu, rue Washington à Paris.

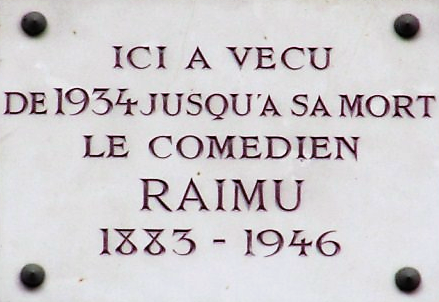
Plaque commémorative rue Washington à Paris.

Raimu habitait alors au 17, rue Washington à Paris.
Marcel Pagnol relate l'annonce de son décès :
« 

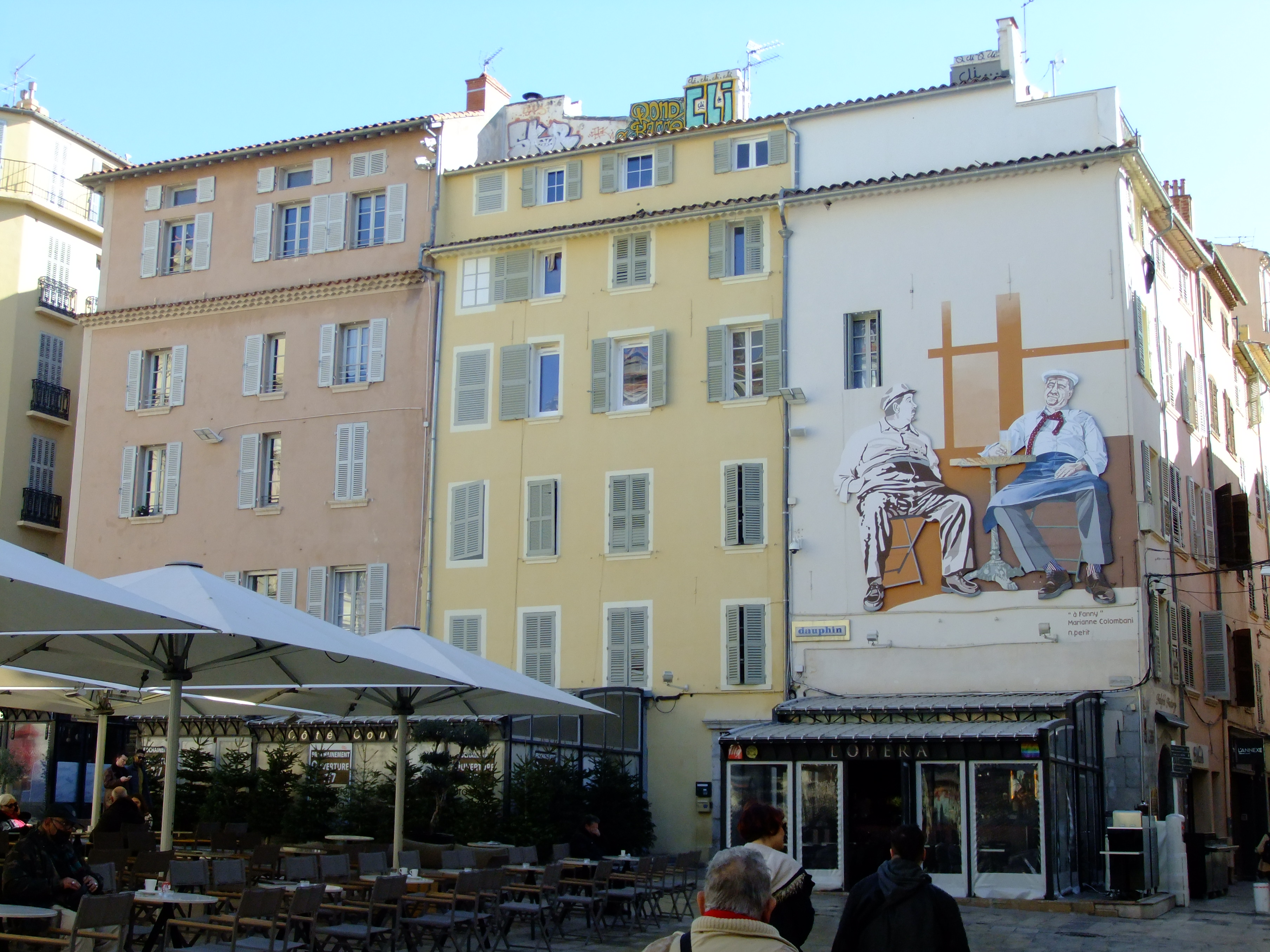
Toulon, place Victor Hugo, scène de bar en mémoire de Raimu

À midi et demi, on vint m'appeler à table. Je pensai qu'il n'était pas encore réveillé, mais que la serviable infirmière allait me donner de ses nouvelles. C'était une voix inconnue, une voix de femme.
— Le cas de M. Raimu était beaucoup plus grave qu'on ne vous l'a dit. L'opération a duré deux heures, il ne s'est pas réveillé.

— Vous voulez dire pas encore ?
Il y eut un silence tragique. Puis la voix murmura :
— Non. Il ne se réveillera plus.
 »
— Marcel Pagnol, Extrait de l'article paru dans Le Figaro littéraire du 7 septembre 1963, « Les nouveaux souvenirs de Marcel Pagnol »
Il avait prévu de quitter la Comédie-Française mais ne s'était pas résolu à envoyer sa lettre de démission, « écrite en avril 1946, alors qu'il était cloué sur son lit à la clinique Lyautey ».
Des funérailles grandioses, auxquelles ont assisté des milliers de personnes, sont organisées en l'église Saint-Philippe-du-Roule, puis il est inhumé au cimetière des Batignolles tout près de son ami Charpin puis au cimetière de  Toulon, ville où il est né. Le poète Maurice Rostand lui rend hommage en composant ces vers :

« Quand s'éteint cette voix

Fameuse et familière

Pagnol pleure ici-bas

Là-haut pleure Molière. »

— 
Marcel Pagnol prononce son éloge funèbre : « On ne peut faire un discours sur la tombe d'un père, d'un frère ou d'un fils, et tu étais les trois à la fois ».
Orson Welles estima qu'il était « le plus grand acteur au monde ». Pagnol raconta avoir vu arriver Orson Welles dans son bureau, lui demandant : « Je veux voir monsieur Raimu. » Marcel Pagnol lui répondit que Raimu venait de mourir deux mois auparavant et vit alors Orson Welles fondre en larmes : « C'était le meilleur de nous tous !, dit-il. »

## Filmographie

### Films muets
- 1912 : L'Agence Cacahuète, moyen métrage (870 m) de Roger Lion
- 1912 : Godasse fumiste de Gérard Bourgeois
- 1913 : L'Homme nu d'Henri Desfontaines
- 1915 : Paris pendant la guerre, revue filmée d'Henri Diamant-Berger
- 1916 : Sacré Joseph, court métrage (660 m) de Roger Lion - sous le nom de Rallum
- 1916 : L'Enlèvement de Vénus de Roger Lion
- 1917 : Le Vagabond, court métrage (370 m) - sous le nom de Rallum

### Films parlants
- 1931 : Le Blanc et le Noir de Marc Allégret et Robert Florey : Marcel Desnoyers
- 1931 : Mam'zelle Nitouche de Marc Allégret : Célestin, alias Floridor
- 1931 : Marius d'Alexander Korda : César Ollivier[e]
- 1932 : La Petite Chocolatière de Marc Allégret : Félicien Bédaride
- 1932 : Fanny de Marc Allégret : César Ollivier
- 1932 : Les Gaités de l'escadron de Maurice Tourneur : le capitaine Hurluret du 51e chasseur
- 1933 : Charlemagne de Pierre Colombier : Charlemagne
- 1933 : Théodore et Cie de Pierre Colombier : Clodomir
- 1934 : J'ai une idée de Roger Richebé : Audrey Hanilgthon, inventeur
- 1934 : Ces messieurs de la Santé de Pierre Colombier : Jules Taffard / Gédéon
- 1934 : Tartarin de Tarascon de Raymond Bernard : Tartarin
- 1934 : Minuit, place Pigalle de Roger Richebé : M. Prosper
- 1935 : L'École des cocottes de Pierre Colombier : Labaume
- 1935 : Gaspard de Besse d'André Hugon : Samplan
- 1936 : Le Roi de Pierre Colombier : Bourdier
- 1936 : César de Marcel Pagnol : César Ollivier
- 1936 : Faisons un rêve de Sacha Guitry : le mari
- 1936 : Les Jumeaux de Brighton de Claude Heymann : Alain Beauregard et ses deux fils
- 1936 : Le Secret de Polichinelle d'André Berthomieu : M. Jouvenel
- 1937 : Les Rois du sport de Pierre Colombier : Jules de l'Estaque
- 1937 : Vous n'avez rien à déclarer ? de Léo Joannon : M. Papillot
- 1937 : La Chaste Suzanne d'André Berthomieu : M. des Aubrays
- 1937 : Un carnet de bal de Julien Duvivier : François Patosset
- 1937 : Le Fauteuil 47 de Fernand Rivers : M. Theillard, professeur de gymnastique
- 1937 : Les Perles de la couronne de Sacha Guitry et Christian-Jaque : l'industriel méridional
- 1937 : Gribouille de Marc Allégret : Camille Morestan, dit Gribouille
- 1938 : La Femme du boulanger de Marcel Pagnol : Aimable Castagnier
- 1938 : Le Héros de la Marne d'André Hugon : Bernard Lefrançois
- 1938 : Les Nouveaux Riches d'André Berthomieu : Edmond Legendre
- 1938 : L'Étrange Monsieur Victor de Jean Grémillon : Victor Agardanne
- 1939 : L'Homme qui cherche la vérité d'Alexander Esway : Jean Vernet
- 1939 : Noix de coco de Jean Boyer : Loulou Bardentane
- 1939 : Monsieur Brotonneau d'Alexander Esway : M. Brotonneau
- 1939 : Dernière Jeunesse ou La Fin d'une vie de Jeff Musso : Georges
- 1940 : La Fille du puisatier de Marcel Pagnol : Pascal Amoretti
- 1941 : Le Duel de Pierre Fresnay : le père Bolène
- 1941 : Parade en sept nuits de Marc Allégret : le curé des Baux, Mistre
- 1942 : Les Inconnus dans la maison d'Henri Decoin : maître Loursat de Saint-Marc
- 1942 : Monsieur La Souris de Georges Lacombe : M. La Souris
- 1942 : Les Petits Riens de Raymond Leboursier : M. Charpillon
- 1942 : L'Arlésienne de Marc Allégret : Patron Marc
- 1942 : Le Bienfaiteur d'Henri Decoin : M. Moulinet / M. Guillot
- 1943 : Untel père et fils de Julien Duvivier[f] : l'oncle Hector
- 1943 : Le Colonel Chabert de René Le Hénaff : le colonel Hyacinthe Chabert
- 1946 : Les Gueux au paradis de René Le Hénaff : Boule
- 1946 : L'Homme au chapeau rond de Pierre Billon : Nicolas Pavlovitch

## Théâtre
- 1915 : Plus ça change ! de Rip, théâtre Michel
- 1915 : Il faut l'avoir ! de Sacha Guitry et Albert Willemetz, théâtre du Palais-Royal
- 1916 : Hortense a dit : « Je m'en fous ! » de Georges Feydeau, théatre du Palais-Royal
- 1916 : Monsieur chasse ! de Georges Feydeau, théâtre de la Renaissance
- 1916 : Faisons un rêve de Sacha Guitry, théâtre des Bouffes-Parisiens
- 1916 : Six hommes, une femme et un singe de Pierre Veber et Yves Mirande, théâtre Michel
- 1917 : Le Poilu, opérette de Pierre Veber, théâtre du Palais-Royal
- 1918 : L'École des cocottes de Paul Armont et Marcel Gerbidon, théâtre du Grand-Guignol, théâtre Michel
- 1918 : Saison d'amour d'Edmond Sée, théâtre Michel
- 1918 : Le Cochon qui sommeille, opérette de Rip et Robert Dieudonné, théâtre Michel
- 1919 : La Jeune Fille aux joues roses de François Porché, théâtre Sarah-Bernhardt
- 1919 : Pour avoir Adrienne de Louis Verneuil, théâtre Michel
- 1919 : La Chasse à l'homme de Maurice Donnay, théâtre des Variétés
- 1919 : L'École des cocottes de Paul Armont et Marcel Gerbidon, théâtre Michel
- 1920 : L'École des cocottes de Paul Armont et Marcel Gerbidon, théâtre des Variétés
- 1920 : Un homme en habit d'André Picard et Yves Mirande, théâtre des Variétés
- 1920 : Le Roi de Robert de Flers et Gaston Arman de Caillavet, théâtre des Variétés
- 1921 : Ma tante de Honfleur de Paul Gavault, théâtre des Variétés
- 1921 : Ça va !, revue de Rip et R. Guignoux, théâtre de Paris
- 1921 : La Revue des Variétés, revue de Rip et R. Guignoux, théâtre des Variétés
- 1922 : La Belle Angevine de Maurice Donnay et André Rivoire, théâtre des Variétés
- 1922 : La Petite Chocolatière de Paul Gavault, théâtre des Variétés
- 1922 : Le Blanc et le Noir de Sacha Guitry, théâtre des Variétés
- 1923 : Un jour de folie d'André Birabeau, théâtre des Variétés
- 1923 : Édith de Nantes d'Yves Mirande, théâtre Daunou
- 1923 : Un phénomène, parade de Sacha Guitry, théâtre de l'Alhambra
- 1923 : Vertu… Vertu… d'Alfred Savoir et R. Guignoux, théâtre des Mathurins
- 1923 : La Huitième Femme de Barbe-Bleue d'Alfred Savoir, théâtre des Mathurins
- 1924 : La Flambée d'Henry Kistemaeckers, théâtre de Paris
- 1924 : Le Bois sacré de Robert de Flers et Gaston Arman de Caillavet, théâtre des Variétés
- 1925 : La nuit est à nous d'Henry Kistemaeckers, théâtre de Paris
- 1926 : Vive la République !, revue de Sacha Guitry et Albert Willemetz, théâtre Marigny
- 1926 : La Vérité toute nue de Pierre Veber et Gustave Quinson, théâtre de Paris
- 1926 : Vive l'Empereur d'Yves Mirande, Jean Richepin et R. de Meckiels, Scala de Paris
- 1927 : Mil neuf cent vingt sept revue d'Albert Willemetz, Saint-Granier et Jean Le Seyeux[20], théâtre Marigny
- 1927 : Le Diable à Paris, opérette d'Albert Willemetz, Robert de Flers et Francis de Croisset, théâtre Marigny
- 1927 : Venise, opérette d'Albert Willemetz et André Mouëzy-Éon, théâtre Marigny
- 1928 : La Revue de Marigny, revue de Jean Le Seyeux et Saint-Granier, théâtre Marigny
- 1928 : Le Diable à quatre, revue de Sacha Guitry, théâtre Marigny
- 1928 : Coups de roulis, opérette d'Albert Willemetz et André Messager, théâtre Marigny
- 1929 : Marius de Marcel Pagnol, théâtre de Paris
- 1930 : Ces messieurs de la Santé de Paul Armont et Léopold Marchand, théâtre de Paris
- 1935 : Noix de coco de Marcel Achard, théâtre de Paris
- 1935 : Fanny de Marcel Pagnol, théâtre des Variétés
- 1944 : Le Bourgeois gentilhomme de Molière, mise en scène Pierre Bertin, Comédie-Française
- 1944 : Le Malade imaginaire de Molière, mise en scène Jean Meyer, Comédie-Française
- 1946 : L'Anglais tel qu'on le parle de Tristan Bernard, Comédie-Française

## Hommages

### Musée Raimu
Sa petite-fille, Isabelle Nohain-Raimu (fille de Paulette Raimu et d'un des fils de Jean Nohain) a d'abord fondé le musée-espace Raimu à Cogolin (à 10 km de Saint-Tropez), puis, lorsque celui-ci a fermé, le musée Raimu à Marignane, 27 cours Mirabeau, en 2014, œuvre de l'architecte Nicolas Masson et du muséographe Jean-Louis Mylonas.

### Maison de Raimu à Bandol
En 1933, Raimu achète à Bandol (Var) une villa qu'il rebaptise Ker-Mocotte en l'honneur de celle qui deviendra son épouse, Esther.
De nos jours, la villa, sise 103 rue Raimu, après avoir été un hôtel-restaurant, est une propriété privée et conserve le nom de Ker-Mocotte.

### Prix Raimu
En hommage à son grand-père, Isabelle Nohain-Raimu a créé, en 2006, les prix Raimu de la comédie récompensant des personnalités du théâtre et du cinéma pour des pièces ou des films comiques sortis dans l'année[source insuffisante]. Il y eut trois cérémonies en 2006, 2007 et 2008. Le trophée Raimu est une œuvre de Cyril de La Patellière dont l'original est au musée Raimu de Marignane.

### Philatélie
Un timbre-poste, dessiné par Albert Decaris et gravé par Claude Durrens, d'une valeur faciale de 0,50 franc, représentant Raimu dans le rôle de César, a été émis le 12 juin 1961, portant oblitération premier jour du 10 juin 1961 à Toulon, prenant place aux côtés de La Champmeslé, Rachel, Talma et Gérard Philipe dans une série sur les grands acteurs français.
Un bloc de dix timbres-poste, mis en page par Denis Geoffroy-Dechaume, est émis le 22 septembre 1986, pour commémorer le cinquantenaire de la Cinémathèque française. Chaque timbre, a une valeur faciale de 2,20 francs.Un de ces timbres est illustré par le film de Marcel Pagnol "La femme du boulanger", avec Raimu et Ginette Leclerc. 

### Culture
Un holorime attribué à Jacques Prévert mentionne son nom.

« Saoul, l'heureux gars Raimu

descend, pas sans dangers,

Sous le regard ému

des cent passants d'Angers. »

#### Bande-dessinée
Raimu est présent à plusieurs reprises, sous forme de caricature, dans la bande-dessinée Asterix. 
Une première fois, dans l'album La serpe d'or, il est aubergiste dans l'établissement la taverne de Massilia. Il prendra ensuite le nom de César Labeldecadix, le patron de la taverne des Nautes, dans Le tour de Gaule d'Asterix et Asterix en Corse.

### Reconnaissance
- César du cinéma 1983 : César d'honneur.